# Зандукі
Зандукі (груз. ზანდუკი) — село в Грузії.
За даними перепису населення 2014 року в селі проживає 22 особи.